# 이자벨 카로
이자벨 카로(Isabelle Caro, 1982년 9월 12일 ~ 2010년 11월 17일)는 프랑스의 배우이자 모델이다.

## 생애
거식증을 앓아오던 그녀는, 2007년 9월 이탈리아의 패션 브랜드인 놀리타(No.l.ita)의 옥외 광고에 뼈만 남은 앙상한 몸으로 등장했다.
2010년 11월 17일, 이자벨 카로는 급성 호흡기 질환으로 치료받은 후 영양실조로 사망하였다.